# Suriauville
Suriauville là một xã ở tỉnh Vosges, vùng Grand Est, Pháp. Xã này có diện tích 13,44 km² dân số năm 2006 là n200 gười. Xã này nằm ở khu vực có độ cao trung bình 356 m trên mực nước biển. Người dân địa phương danh xưng tiếng Pháp là Suriauvillois.

## Biến động dân số
| 1795                                         | 1820 | 1832 | 1860 | 1891 | 1906 | 1921 | 1936 | 1946 | 1962 | 1968 | 1975 | 1982 | 1990 | 1999 |
| -------------------------------------------- | ---- | ---- | ---- | ---- | ---- | ---- | ---- | ---- | ---- | ---- | ---- | ---- | ---- | ---- |
| 461                                          | 548  | 600  | 561  | 510  | 462  | 348  | 301  | 280  | 248  | 229  | 221  | 198  | 173  | 179  |
| Số liệu từ năm 1962: Dân số không tính trùng |      |      |      |      |      |      |      |      |      |      |      |      |      |      |

Nguồn: http://cassini.ehess.fr - http://www.insee.fr/fr/ffc/docs_ffc/psdc.htm